# إمبواسكة
الإمبواسكة (الاسم العلمي: Empoasca) هي جنس من قافزات الأوراق يتبع القبيلة الإمبواسكاوية من أسرة التيفلاوات.

## أنواع الإمبواسكة
- إمبواسكة اليشانية
- إمبواسكة إبرية
- إمبواسكة أحادية القرون
- إمبواسكة أزتيكية
- إمبواسكة أكوادورية
- إمبواسكة ألتاوية
- إمبواسكة أليفة الأحراج
- إمبواسكة أليفة الجبال
- إمبواسكة آمورية
- إمبواسكة برغرينية
- إمبواسكة بروسية
- إمبواسكة بقرية
- إمبواسكة بونينية
- إمبواسكة بوهيمية
- إمبواسكة تبغية
- إمبواسكة تشيلية
- إمبواسكة ثقيلة
- إمبواسكة ثلاثىة الشعب
- إمبواسكة ثلاثية النقط
- إمبواسكة ثنائية الشكل
- إمبواسكة ثنائية النقط
- إمبواسكة جبلية
- إمبواسكة جزرية
- إمبواسكة جورجية
- إمبواسكة جيراردية
- إمبواسكة حبشية
- إمبواسكة حرجية
- إمبواسكة خضراء
- إمبواسكة خطية
- إمبواسكة دافيدية
- إمبواسكة رباطية
- إمبواسكة زائدية
- إمبواسكة سنغالية
- إمبواسكة سوداء
- إمبواسكة سودانية
- إمبواسكة سيبيرية
- إمبواسكة شائكة
- إمبواسكة شمعية
- إمبواسكة صعبة
- إمبواسكة صغيرة
- إمبواسكة صفراء الساق
- إمبواسكة طويلة الأشواك
- إمبواسكة عرعرية
- إمبواسكة عريضة
- إمبواسكة عظيمة الأوراق
- إمبواسكة عملاقة
- إمبواسكة غودية
- إمبواسكة فيتنامية
- إمبواسكة فيتية
- إمبواسكة قرمزية
- إمبواسكة قطعاء
- إمبواسكة قمية
- إمبواسكة قنواتية
- إمبواسكة كانينغهامية
- إمبواسكة كرمية
- إمبواسكة كواهايبونية
- إمبواسكة لامتوازية
- إمبواسكة لحمية
- إمبواسكة لورتية
- إمبواسكة مائلة
- إمبواسكة مبقعة
- إمبواسكة متباعدة
- إمبواسكة متطاولة
- إمبواسكة متقطعة
- إمبواسكة متقلبة
- إمبواسكة متميزة
- إمبواسكة مختصرة
- إمبواسكة مخروطية
- إمبواسكة مرة
- إمبواسكة مركزية
- إمبواسكة مضللة
- إمبواسكة معقوفة
- إمبواسكة مقوسة
- إمبواسكة مكسيكية
- إمبواسكة ملتفة
- إمبواسكة ملحية
- إمبواسكة ملكية
- إمبواسكة ملونة
- إمبواسكة منعكسة
- إمبواسكة مهمازية
- إمبواسكة مهيجة
- إمبواسكة نطاقية
- إمبواسكة هاملتونية
- إمبواسكة هرمية
- إمبواسكة هيلرية
- إمبواسكة وهيجة